# Paul von Wolff-Metternich
Pour les articles homonymes, voir Metternich (homonymie).
Paul von Wolff-Metternich zur Gracht, 5 décembre 1853 - 1934, est un diplomate allemand de l'époque wilhelminienne qui fut ambassadeur à Londres (1903-1912) et à Constantinople (1915-1916). Il joua un rôle important dans la dénonciation du génocide arménien; le gouvernement ottoman réclama donc son rappel. 

## Citation
- Le gouvernement turc n'est arrêté dans la destruction de la race arménienne ni par nos représentants, ni par l'opinion publique occidentale — 10 juillet 1916, rapport au chancelier Theobald von Bethmann-Hollweg